# NGC 3511
NGC 3511 è una galassia a spirale nella costellazione del Cratere.
Si presenta come un fuso elongato in senso ENE-WSW, in un'area priva di stelle luminose; per individuarla occorre un telescopio rifrattore da 150mm di apertura. Nonostante le sue dimensioni apparenti, non è una galassia molto appariscente: presenta infatti un bulge piccolo e dei bracci molto stretti e ben avvolti; appare con un'inclinazione di circa 45° rispetto al suo piano del disco. Dista dalla Via Lattea circa 45 milioni di anni-luce.